# Casalmorano
Casalmorano – miejscowość i gmina we Włoszech, w regionie Lombardia, w prowincji Cremona.
Według danych na rok 2004 gminę zamieszkiwały 1653 osoby, 137,8 os./km².